# Henri Minderop
Hendrikus Elisa Marie (Henri) Minderop (Rotterdam, 22 december 1870 – aldaar, 1 oktober 1946) was een Nederlands architect en kunstschilder.

## Leven en werk
Minderop was een zoon van Jacobus Josephus Minderop (1832-1865), bierbrouwer in Rotterdam, en Cornelia Bernardina Maria Duys (1843-1892). Hij werd opgeleid aan de Academie van Beeldende Kunsten en Technische Wetenschappen in zijn geboorteplaats, onder leiding van Ferdinand Oldewelt.
Minderop schilderde portretten, vaak vrouwen, en stillevens. Hij was naast zijn schilderwerk werkzaam als architect. Hij ontwierp onder meer het woonhuis aan de Westersingel 48, dat wordt beschermd als gemeentelijk monument. Minderop was van katholieken huize, van 1896 tot 1898 dreef hij met beeldhouwer Jac. Sprenkels een onderneming voor christelijke religieuze kunst en kerkelijk meubilair onder de naam Minderop en Sprenkels. Voorbeelden van hun werk zijn een communiebank voor de Sint-Jozefkerk in America en het hoogaltaar en Maria-altaar voor de Bosjeskerk in Rotterdam. Minderop gaf daarnaast les in bouwkundig tekenen (vanaf 1897) bij de Gezellenvereniging. Zijn ontwerp voor het Schaepmanmonument (1905) werd bekroond met een prijs.
Hij was lid van de Rotterdamse Kunstenaars Sociëteit, waarmee hij ook exposeerde. Hij kocht het atelier van de in 1921 overleden schilder Martin Schildt aan de Groenendaal 50 en richtte op de eerste verdieping een tentoonstellingsruimte in, waar hij naast eigen werk ook werk van anderen toonde. 
Minderop bleef ongehuwd. Hij overleed in 1946 op 75-jarige leeftijd.

## Galerij

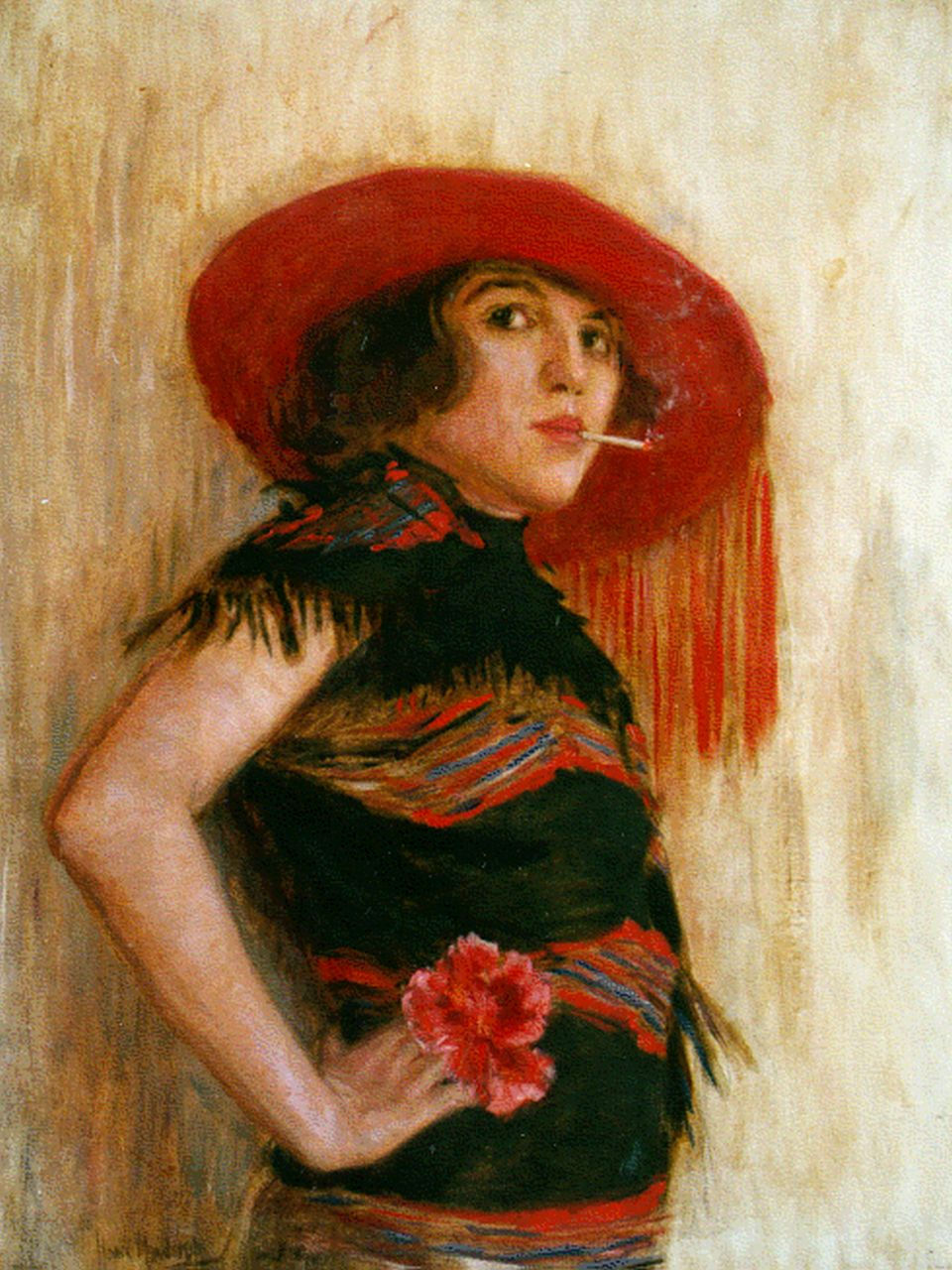
Portret van een vrouw
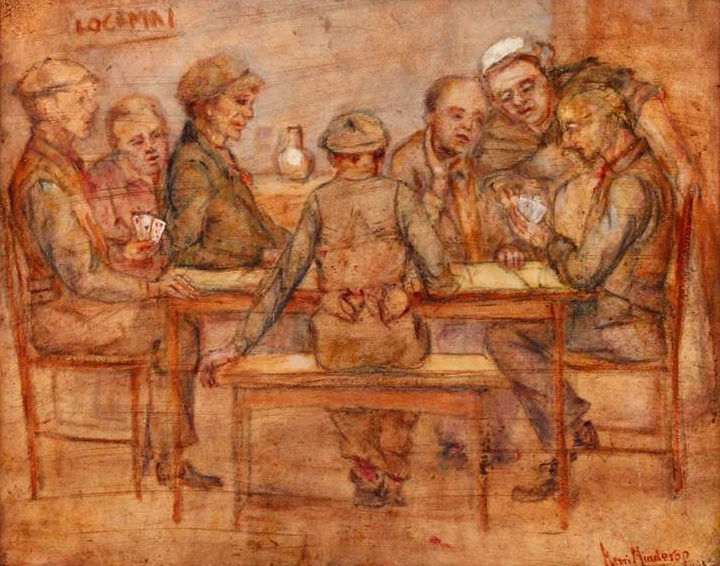
Café-interieur met kaartende figuren
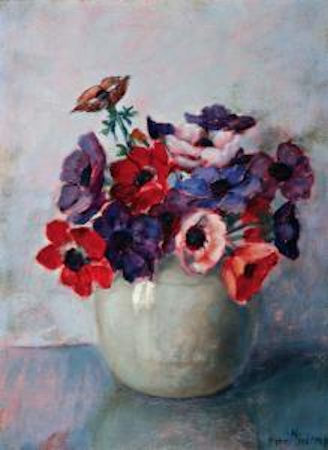
Rode en paarse papaver
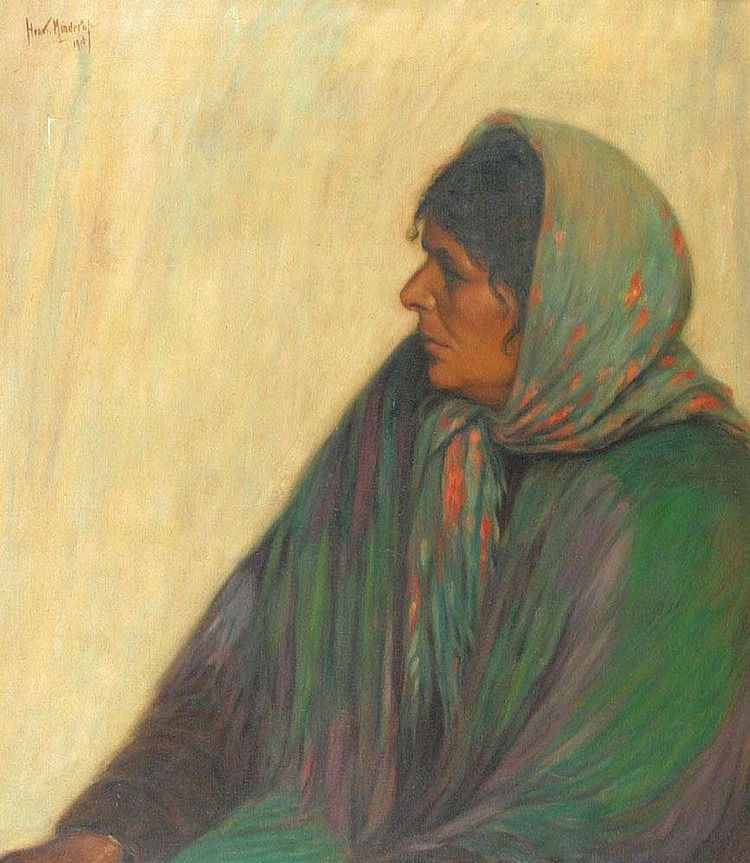
Vrouw met omslagdoek